# Балєвський Євген В'ячеславович
Євге́н В'ячесла́вович Балє́вський (Балевський) — український дзюдоїст. Срібний призер чемпіонату Європи.

## З життєпису
- Переможець «European Open» Прага-2023
- Срібний призер «European Open» Софія-2023
- Бронзовий призер «GRAND PRIX» Загреб-2021[1]
- Срібний призер чемпіонату Європи U21 — 2020
- Переможець Кубку Європи U18 Клуж-Напока-2019
- Срібний призер чемпіонату України — 2021
- Чемпіон України U23 — 2021

Станом на 2021 рік — студент; Сумський державний університет.
Учасник Європейських ігор-2023.